# Vincent Mancini-Corleone
Vincent Mancini (ur. 30 listopada 1947) znany jako Vincent Mancini-Corleone – fikcyjna postać występująca w trzeciej części filmowej trylogii pt. Ojciec chrzestny.
W filmie w rolę Vincenta wcielił się Andy Garcia.

## Losy
Vincent to nieślubny syn Sonny'ego Corleone i jego kochanki Lucy Mancini, a więc także biologiczny wnuk Dona Vito Corleone. Nazywany Vinnie nigdy nie jest uważany za prawdziwego członka rodziny Corleone. W 1979 roku staje się jednak prawą ręką i pomocnikiem Michaela Corleone, swego stryja, zarazem mentora. Pomimo bezwzględnego poparcia dla ojca chrzestnego i rodziny, zakochuje się i utrzymuje intymne stosunki ze swoją kuzynką Mary Corleone (córką Michaela). Jednak ich romans zostaje wkrótce przerwany. Vincent nie powinien poślubiać Mary, ze względu na zbyt bliskie pokrewieństwo. Rodzina odradza związek, ze względu na niebezpieczeństwo urodzenia dzieci z upośledzeniami, jako skutku bliskiego pokrewieństwa rodziców. Później Vincent dokonuje zamachu na Joeya Zase, gangstera, który przejął tereny w Nowym Jorku, należące dawniej do Michaela. Michael zawiera z Vincentem umowę na mocy której przekaże mu władzę, pod warunkiem, że ten zakończy romans z córką, jest to "cena władzy". Tuż po zawarciu tej umowy w 1978 roku, Mary, wychodząc z teatru w Palermo ginie w zamachu na Michaela. Ojciec dziewczyny, wstrząśnięty śmiercią jedynej córki, pogrąża się w rozpaczy przekazując uprzednio władzę Vincentowi. Tak Vinnie staje się donem, czyli głową rodziny i nowym ojcem chrzestnym.